# 赤楊葉梨
赤楊葉梨（学名：Aria alnifolia）为薔薇科赤楊葉梨屬下的一个种。